# Metalectra scoria
Metalectra scoria là một loài bướm đêm trong họ Erebidae.